# أكبر من أن يدرك
أكبر من أن يُدرك: إعادة النظر في معارف اليوم فالحقائق ليست حقائق، والخبراء في كل مكان، وأذكى شخص في الغرفة هي الغرفة نفسها هو كتاب غير خيالي للكاتب الأمريكي المختص بأدب التكنولوجيا ديفيد وينبرجر تم نشره عام 2012 من قبل دار النشر بايزك بوكس. يصف هذا الكتاب الطفرة التي حققتها الشبكة العنكبوتية العالمية في مجال إنتاج ونقل واستقبال وتخزين المعرفة في وقت مبكر من القرن الحادي والعشرين. ويناقش وينبرجر في هذا الكتاب مواضيع مثل الخبرة وغرف الصدى والحوكمة المفتوحة وموقع التواصل الاجتماعي ذا ويل ونظام التشغيل دبيان ومركز النهوض بتطوير القادة والتعلم التنظيمي (كالدول) التابع لجيش الولايات المتحدة؛ وكتابة تشارلز داروين لكتابه(أصل الأنواع) ونيكلاس كار ("هل يجعلنا جوجل أغبياء؟"). فهو يقول بأن "المعرفة التي توفرها شبكات التواصل ستجعلنا أكثر قربًا من الحقيقة وراء المعرفة.

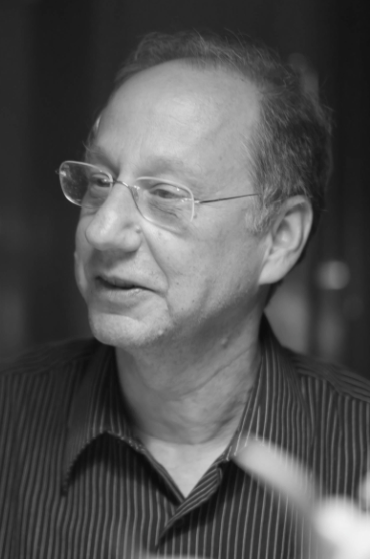
صورة للمؤلف ديفيد وينبرجر (عام 2011)

## كتابات أخرى
- Quentin Hardy (3 ديسمبر 2011). "How the Internet Is Ruining Everything". Bits Blog. New York Times. مؤرشف من الأصل في 2019-10-01.
- Doctorow، Cory (1 فبراير 2012). "Too Big to Know: David Weinberger explains how knowledge works in the Internet age". Boing Boing. مؤرشف من الأصل في 2019-06-16.
- Steven Rosenbaum (6 مايو 2012). "The Web: Too Big To Know?". Forbes.com. مؤرشف من الأصل في 2016-12-02.

## وصلات خارجية
- Official website
- http://www.perseusbooksgroup.com/basic/book_detail.jsp?isbn=0465021425